# 15846 Billfyfe
15846 Billfyfe (1995 UK28) là một tiểu hành tinh vành đai chính được phát hiện ngày 20 tháng 10 năm 1995 bởi Spacewatch ở Kitt Peak. Nó được đặt theo tên geochemist William Fyfe.